# Luftmotstånd

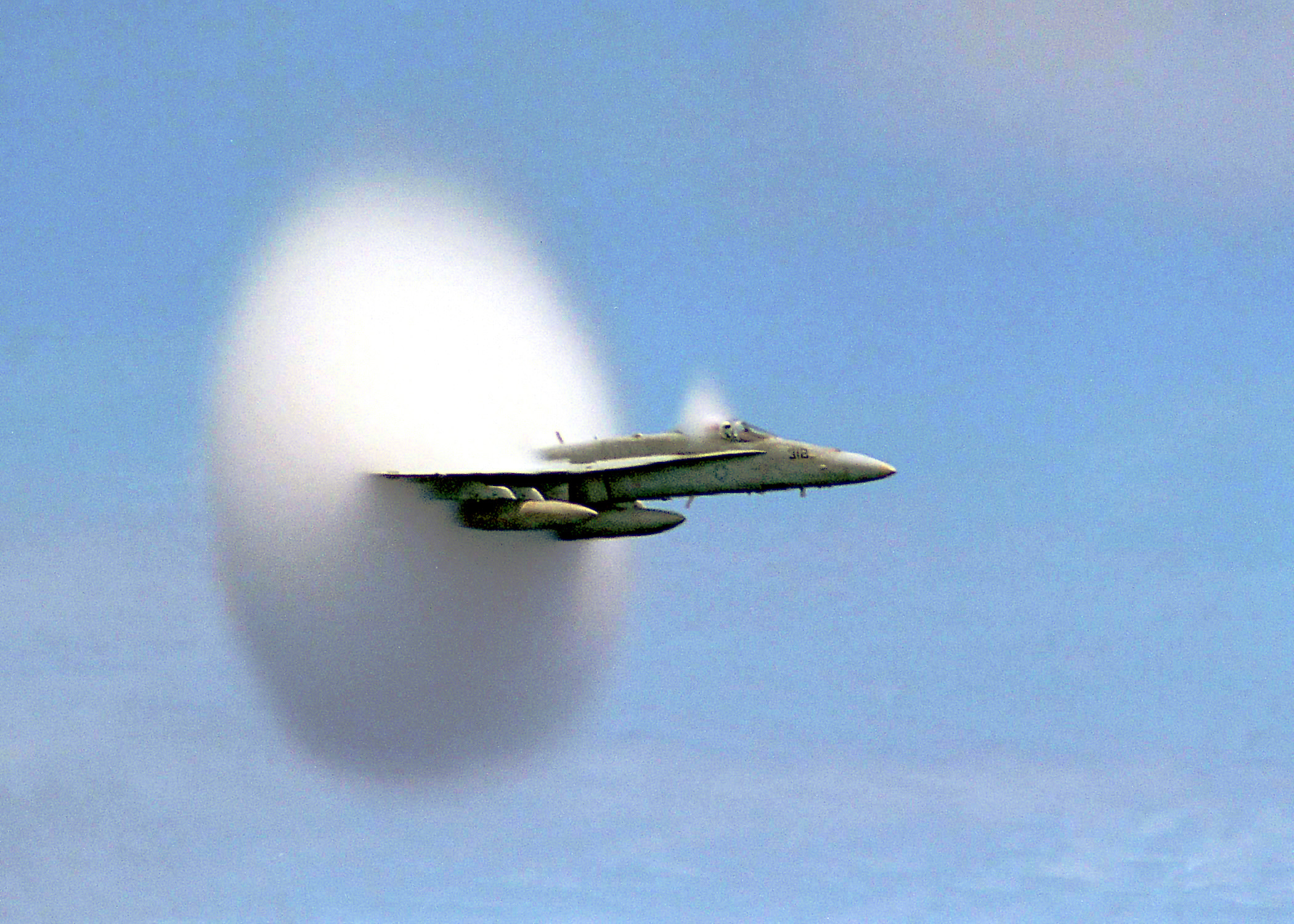
F/A-18 Hornet bryter genom ljudvallen.

Luftmotstånd är en kraft som beror på det mekaniska motstånd som strömmande luft orsakar.

## Allmänt
Luftmotståndet för en kropp som färdas i luft uppstår på grund av kollisioner med luftens molekyler. När kroppen färdas framåt sker dessa kollisioner där kroppen förlorar rörelseenergi som tas upp av luftmolekylerna.
Luftmotståndet är proportionellt mot tvärsnittsarean på föremålet som rör sig och mot kvadraten på föremålets hastighet. Detta beror på att molekylernas rörelseenergi är proportionell mot kvadraten på hastigheten och på att antalet luftmolekyler som kolliderar med föremålet är proportionellt mot tvärsnittsarean.
Om ett föremål rör sig med hög hastighet är luftmotståndet stort. När en tung kropp med liten tvärsnittsarea faller en kortare sträcka är luftmotståndet i praktiken så litet att man kan bortse ifrån det. Då är föremålet i fritt fall. Ett fallande föremål når till slut en maximal hastighet, den så kallade gränshastigheten. Detta beror på att med hastigheten ökar även luftmotståndet, till den nivå då luftmotståndet blir lika stort som tyngdkraften som får föremålet att falla och föremålet därför slutar accelerera.
Luftmotståndet beräknas som
{\displaystyle F_{D}\,=\,{\tfrac {1}{2}}\,C_{D}\,\rho \,A\,v^{2}}
där
FD är luftmotståndet (N)
CD är luftmotståndskoefficienten, beroende på föremålets strömlinjeform, till exempel 0,22 till 0,45 för en personbil (-, dimensionslös)
ρ är luftens densitet (kg/m3)
A är föremålets tvärsnittsarea (m2)
v är föremålets relativa hastighet genom luften (m/s)